# Xã Charlton, Michigan
Xã Charlton (tiếng Anh: Charlton Township) là một xã thuộc quận Otsego, tiểu bang Michigan, Hoa Kỳ. Năm 2010, dân số của xã này là 1.354 người.